# ناثانيل كرامر
ناثانيل كرامر (بالإنجليزية: Nathaniel Kramer)‏ هو مصور سينمائي ومصور ومخرج أمريكي، ولد في 1961.

## وصلات خارجية
- ناثانيل كرامر على موقع IMDb (الإنجليزية)
- ناثانيل كرامر على موقع قاعدة بيانات برودواي على الإنترنت (الإنجليزية)
- ناثانيل كرامر على موقع قاعدة بيانات الفيلم (الإنجليزية)
- ناثانيل كرامر على موقع كينوبويسك (الروسية)